# 동해 향운암 소장 법계성범수륙승회수재의궤
동해 향운암 소장 법계성범수륙승회수재의궤(東海 香雲庵 所藏 法界聖凡水陸勝會修齋儀軌)는 대한민국 강원특별자치도 동해시, 향운암에 있는 조선시대의 불교의례서이다. 2015년 11월 6일 강원특별자치도의 문화재자료 제168호로 지정되었다.

## 개요
이 책은 수륙무차평등재 때에 필요한 문(文), 표장(表章), 방(榜) 등의 여러 가지 문식(文式)들을 모아 정리한 불교의례서이다. 향운암 소장 법계성범수륙승회수재의궤는 총 54편으로 구성되어 있다. 각편마다 진언(眞言)을 덧붙이고 진언마다 인계(印契)를 붙여 놓은 결수문(結手文)을 기초로 각각 결수도인(結手圖印)을 증보하여 편찬한 것이다. 말미의 간기에 1573년(선조 6) 충청도 청주 속리산 공림사(空林寺)에서 간행된 목판본임을 알 수 있다. 시주질과 “刻手祖訔, 祖軒, 敬惇, 別座仅俊, 供養主知牛, 幹善道人信會”의 각수질, 별좌질(別座秩), 공양주질(供養主秩), 간선질(幹善秩) 등이 수록되어 있다. 이 중 시주와 각수를 겸한 수승 경돈(敬惇:?~?)은 1604년(선조 37) 인호(印浩:?~?) 등과 더불어 공주 갑사(甲寺) 대웅전과 진해당을 중건한 1600년대 초기의 인물로 추정된다.

## 지정 사유
임진왜란 이전인 1573년 속리산 공림사에서 간행하였다는 간기가 명확한 희소 전적이며 강원도 동해안지역에서 설행되던 수륙재의 작법 등이 수록되어 있어 희소가치뿐만 아니라 한국불교사ㆍ서지학 연구 등 학술적 자료로서 중요한 가치를 지니고 있다는 점에서 지정 보존가치가 있다.

## 참고 자료
- 동해 향운암 소장 법계성범수륙승회수재의궤 - 국가유산청 국가유산포털